# Холопово (Брейтовский район)
Холопово — деревня в Брейтовском районе Ярославской области России. 
В рамках организации местного самоуправления входит в Прозоровское сельское поселение, в рамках административно-территориального устройства — в Прозоровский сельский округ.

## География
Расположена на северо-западе Ярославской области, на правом берегу реки Редьма, на южной окраине села Прозорово, в 158 километрах к северо-западу от Ярославля и в 16 километрах к северо-западу от райцентра, села Брейтово. 

## Население
| 2007 | 2010 |
| ---- | ---- |
| 122  | ↘70  |

Согласно результатам переписи 2002 года, в национальной структуре населения русские составляли 100 % из 121 жителя.